# Chancevurdering
Chancevurdering er et fagudtryk som kan bruges i flere sammenhæng. I denne sammenhæng er det fagudtryk som bliver brugt i branchen betting. Alle odds glade mennesker vil forhåbentlig vide hvad chancevurdering er. Du analyserer en kamp, en turnering, et odds og kommer med dit bud på hvad chancen er for et givent resultat i %. Lad os antage at Caroline Wozniacki skal møde Serena Williams og jeg vurderer hun har 35% chance for at vinde kampen. Det næste en oddser vil gøre er at tjekke hvor mange penge du eventuelt for igen for det respektive spil (lad os sige du får odds 3). Hvis du så ønsker at udregne om du over flere odds, lang tid og mange spil vil vinde på et sådant odds skal du udregne din tilbagebetaling. Den tilbagebetalingsprocent får du ved at gange oddset med din chancevurdering i decimaltal ( 3 * 0,35 = 105% ). Resultatet er 105% så hvis din chancevurdering er korrekt ville du over gentagende gange i gennemsnit vinde 105% af det du satser tilbage.